# アダム・ペイナッケル
アダム・ペイナッケル（アダム・パイナッケルとも、Adam Pijnacker 、姓の綴りは Pynackerとも、1620年か1622年の生まれ、1673年3月28日に埋葬）は、17世紀オランダの画家である。地中海地域などの港の風景やローマ近郊などのイタリアの風景を描いた。

## 略歴
現在の南ホラント州のスヒーダムで、船主でもあった裕福なワイン商人の息子に生まれた。父親は市の参事会 (vroedschap)のメンバーでもあった。
18世紀初めに画家の伝記を出版したアルノルト・ホウブラーケンは、ペイナッケルは3年間、ワイン商としての仕事でイタリアに滞在したと推定している。1648年に帰国した後、風景画を描くようになり、港や、ローマ周辺の丘や滝を題材に描いた。1649年から1651年の間に何度もデルフトで過ごし、裕福な醸造業者の息子で、画商、静物画家の Adam Pick(1621/1622-1658/1666)と交流があった。
1654年から1655年の間はドイツのレンツェン(Lenzen、現プリーグニッツ郡)でブランデンブルク公の宮廷で働いた。1565年頃から、狩猟の風景を描いた作品も残した。1657年にデルフトに戻り、画家のウィブランド・デ・ヘーストの娘と結婚した。義父のデ・ヘーストによるペイナッケルの肖像画が残されている。1658年にカトリックに改宗した。
1661年から亡くなるまでアムステルダムのローゼングラハト(Rozengracht)で暮らした。

## 作品

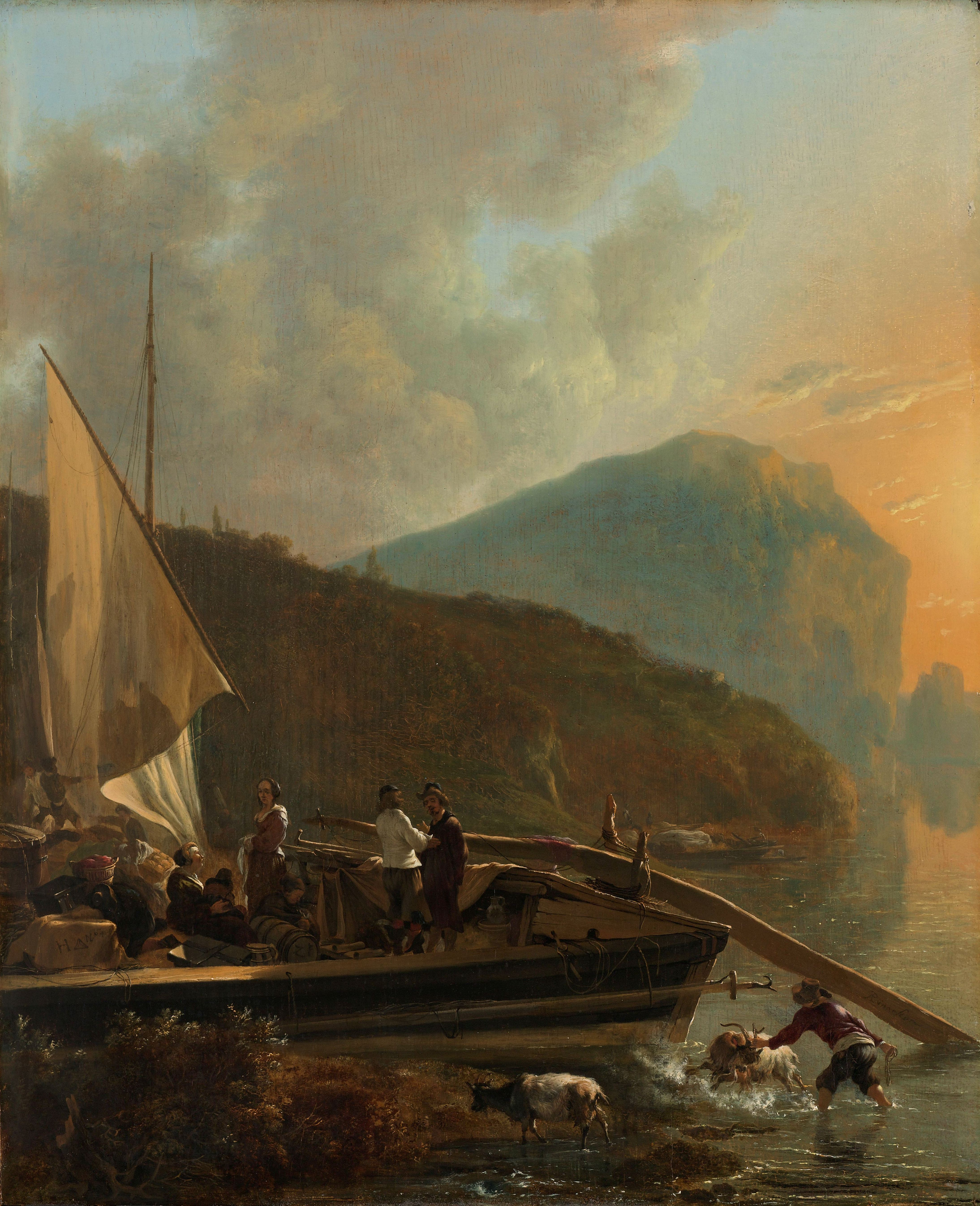
イタリアの川辺の風景　(1650/1655) アムステルダム国立美術館
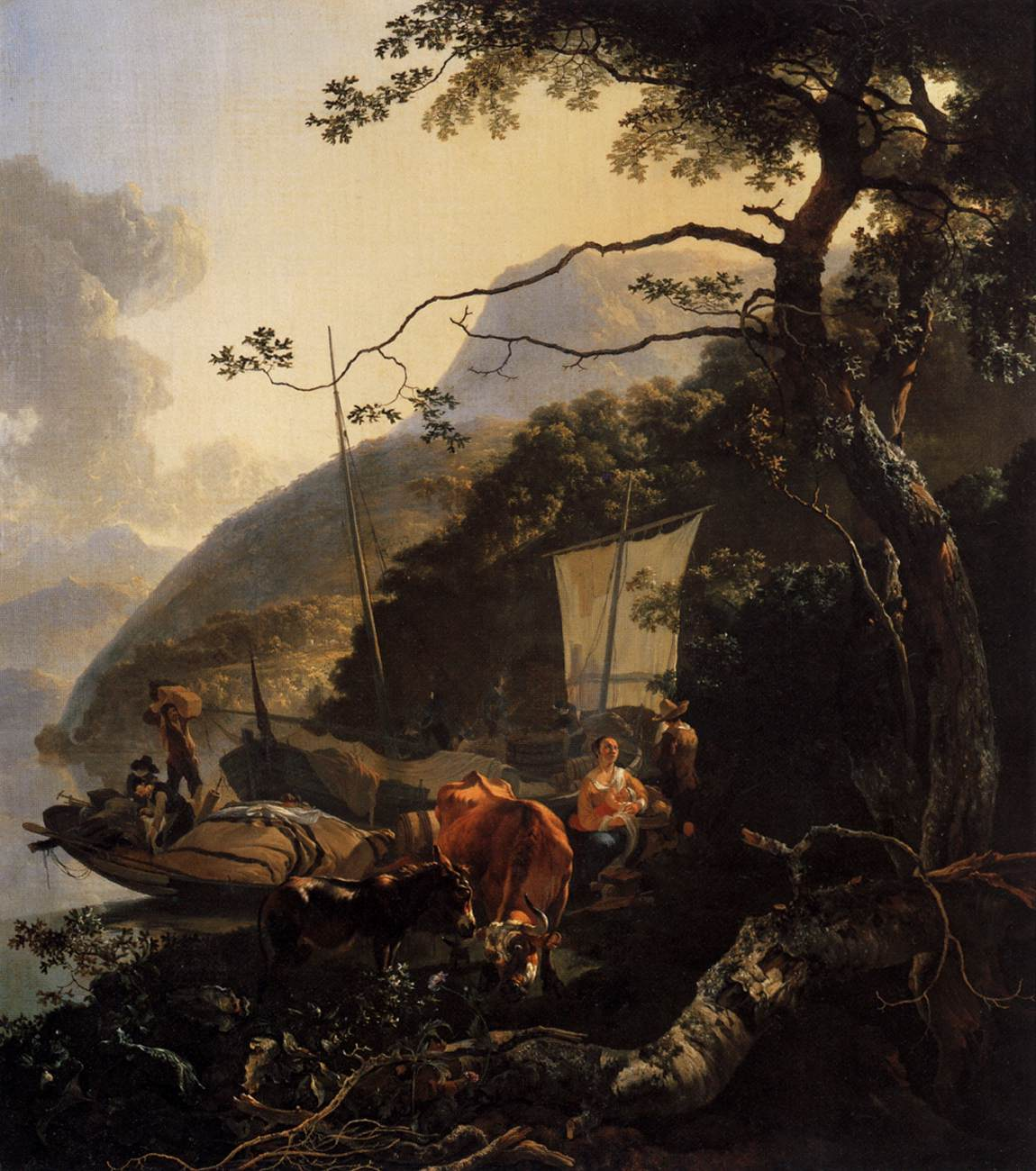
湖畔に停泊する船の船頭たち (c.1665) アムステルダム国立美術館
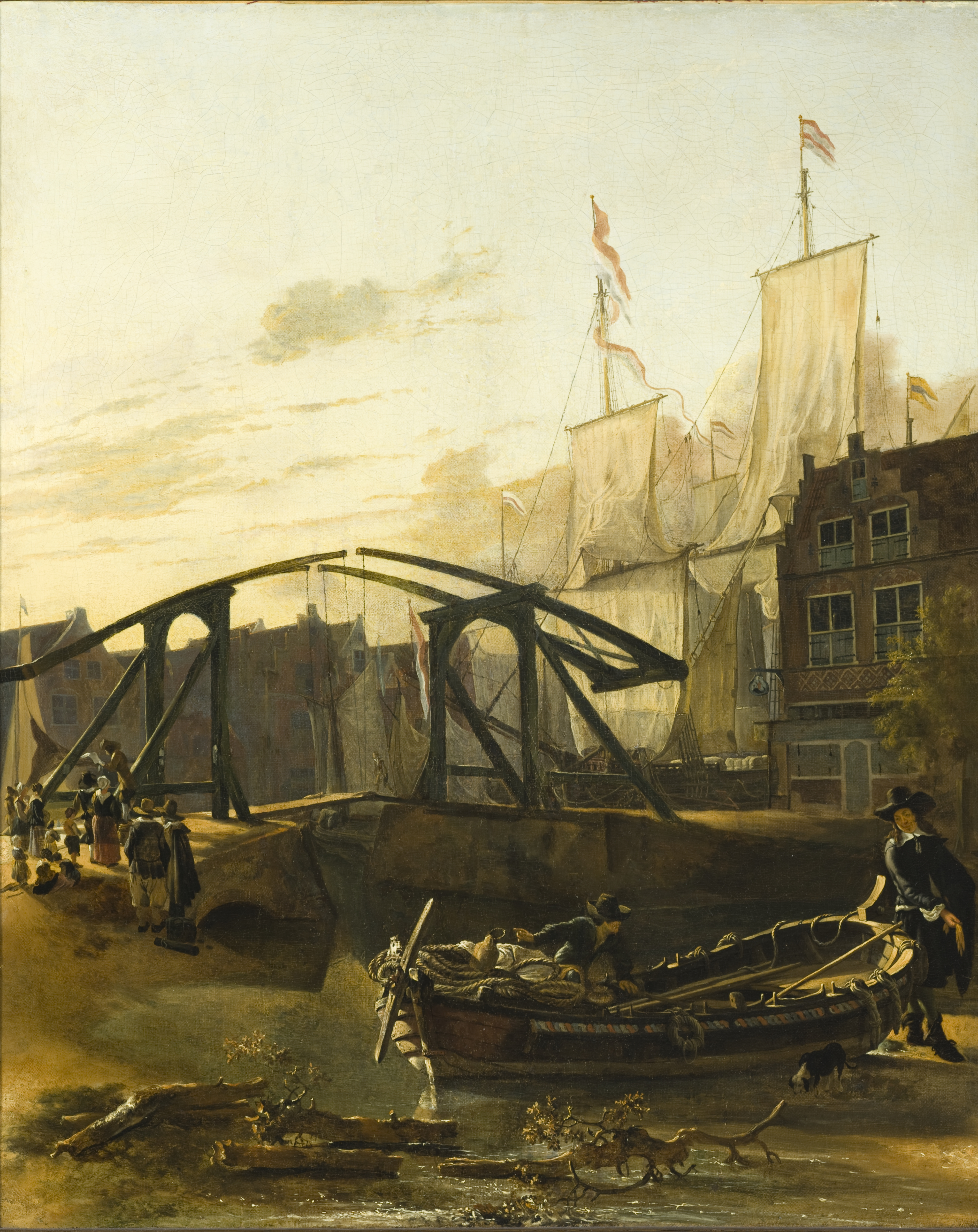
スキーダムの港　(1650/1653) ロサンゼルス・カウンティ美術館
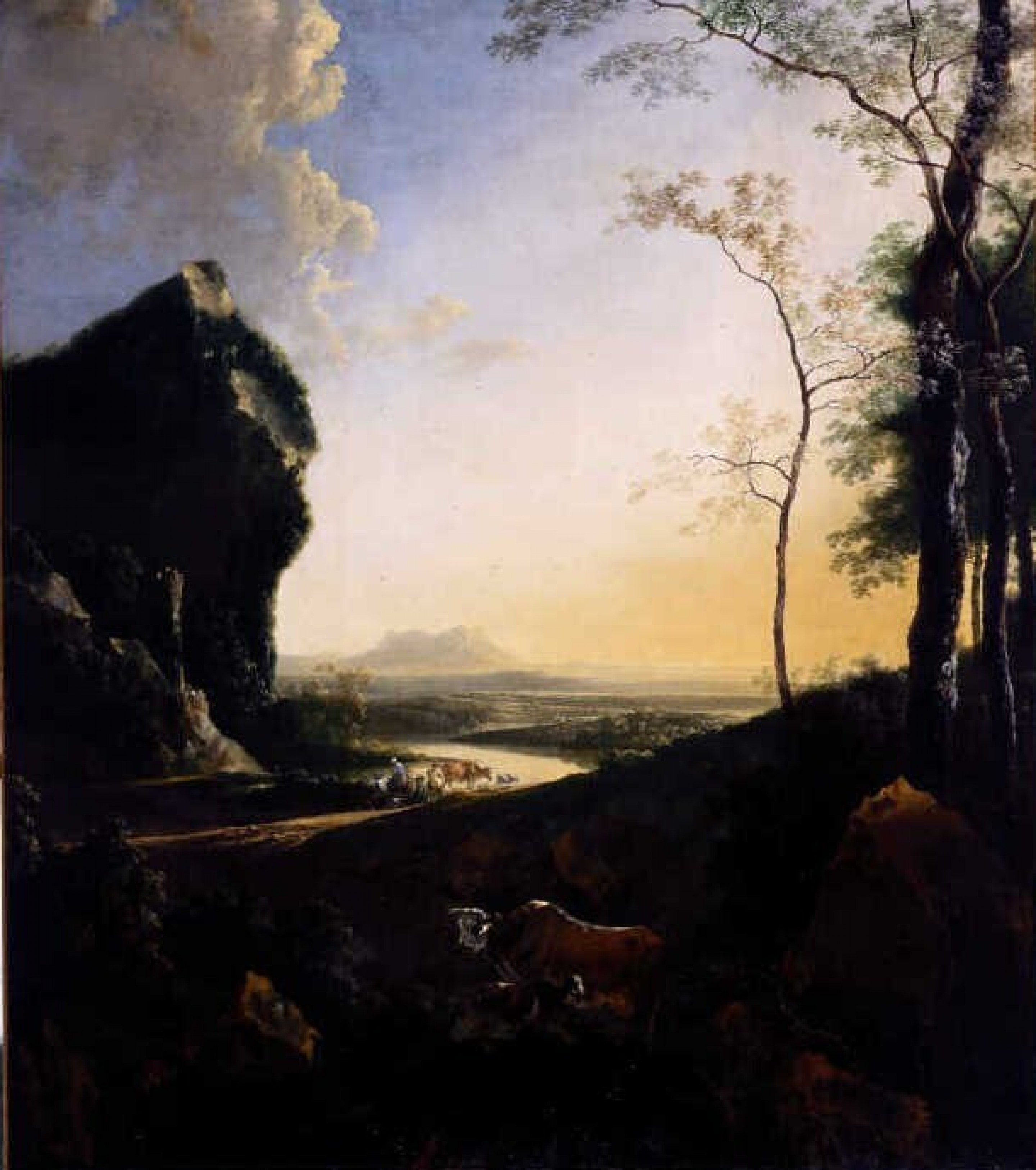
家畜のいる夕方の山の風景 (c.1665) ボイマンス・ヴァン・ベーニンゲン美術館

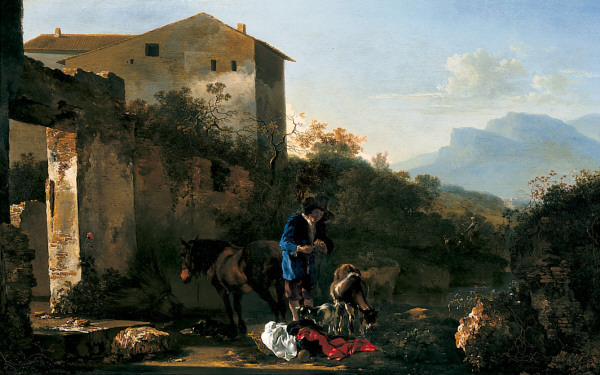
ヤギ飼いのいる風景(c.1650) セントルイス美術館
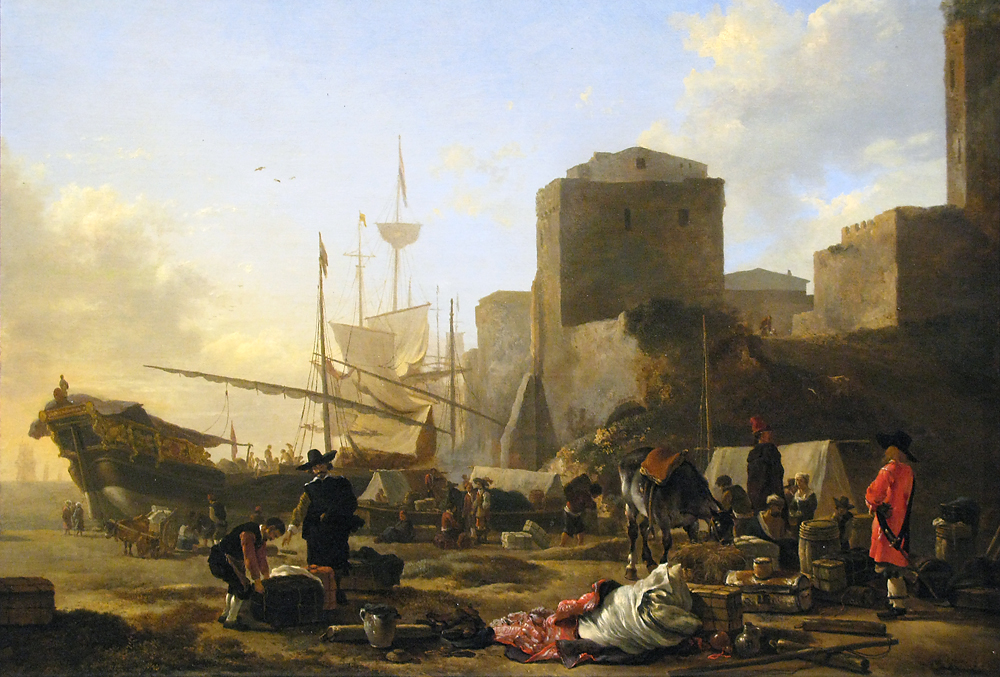
南の港　(1660年代) ボストン美術館
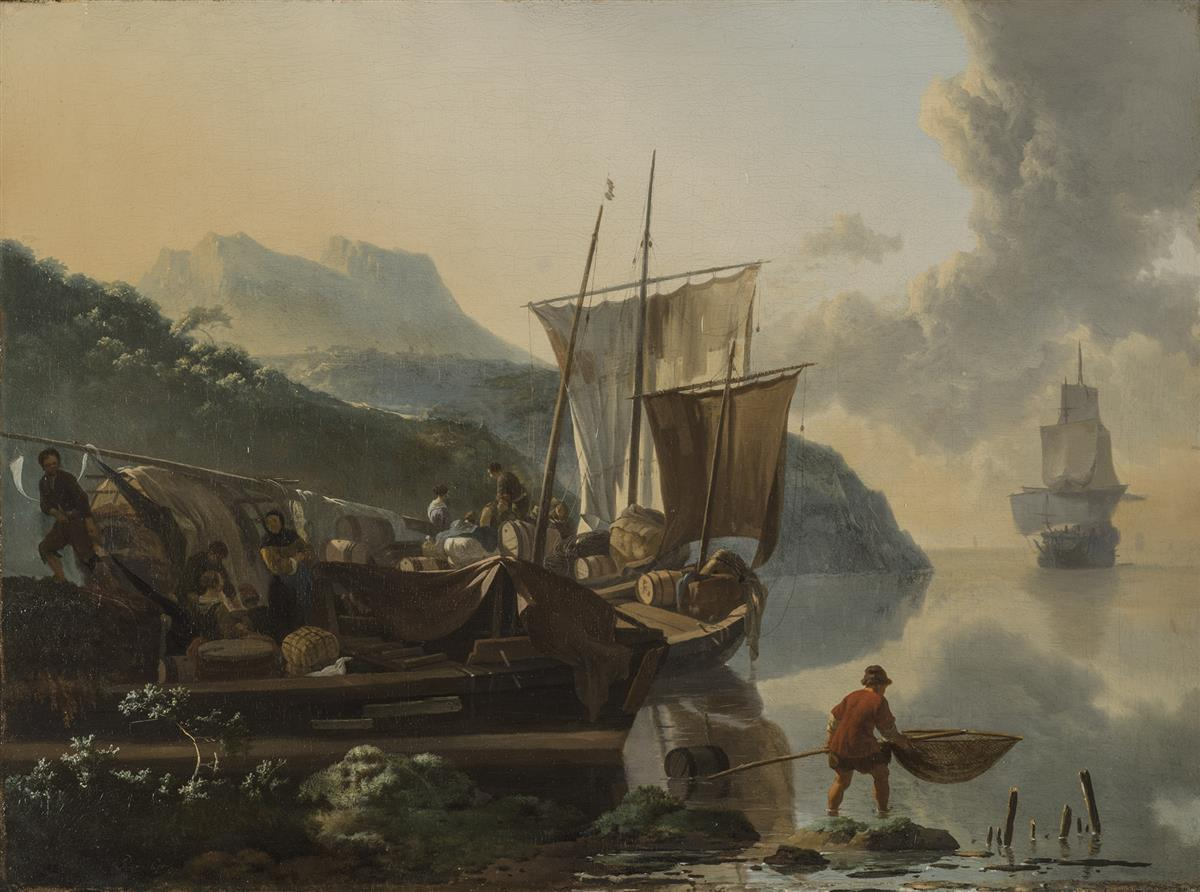
イタリアの海岸沿いの川のはしけ (c.1670) ワズワース・アテネウム美術館